# Château d'Aynac
Le château d'Aynac est un château situé à Aynac, dans le département du Lot, en France. L'édifice est classé au titre des monuments historiques en 1988.

## Historique
Au Moyen Âge, et selon la tradition orale, c’était un fort d’un ou deux étages seulement, et servant de repaire aux brigands.
En 1495, Annet de Turenne d’Aynac, arrière-petit-fils bâtard de Raimond de Turenne, épouse la sœur de Galiot de Genouillac, grand maître d’artillerie de François Ier, asseyant ainsi la noblesse de sa famille. C’est son épouse, prénommée Jacquette, qui aurait fait bâtir le château au début du XVIe siècle.
Le château est aménagé par les seigneurs d’Aynac dans le style de la Renaissance. Au cours des XVIe et XVIIe siècles, il perd ses douves et son pont-levis, ses tours se coiffent de dômes et ses intérieurs s’ornent de décorations luxuriantes.
Le château est ensuite délaissé pendant tout le XVIIIe siècle. A la Révolution, il est pillé et ses archives sont réduites en cendres, d'où l'incertitude sur ses origines. L’orangerie du parc est également détruite.
En 1875, Étienne-Guy de Turenne d’Aynac épouse Elizabeth de Wagram, fille de Napoléon Alexandre Berthier. Celle-ci se prend de passion pour le château et entreprend de le restaurer. 
En 1934, à l’occasion de travaux de terrassement dans le parc, des ouvriers abattent et dessouchent un if millénaire sous lequel ils affirment avoir découvert les ossements de plusieurs êtres humains d’une taille démesurée, ce qui coïncide de manière amusante avec une toponymie légendaire qui apparente le village d’Aynac au géant biblique Anaq.
Louise de Turenne d’Aynac, mariée à un cousin du peintre Henri de Toulouse-Lautrec, est la dernière descendante de la famille à habiter le château. À la suite de son divorce, elle est contrainte de le vendre en 1937.

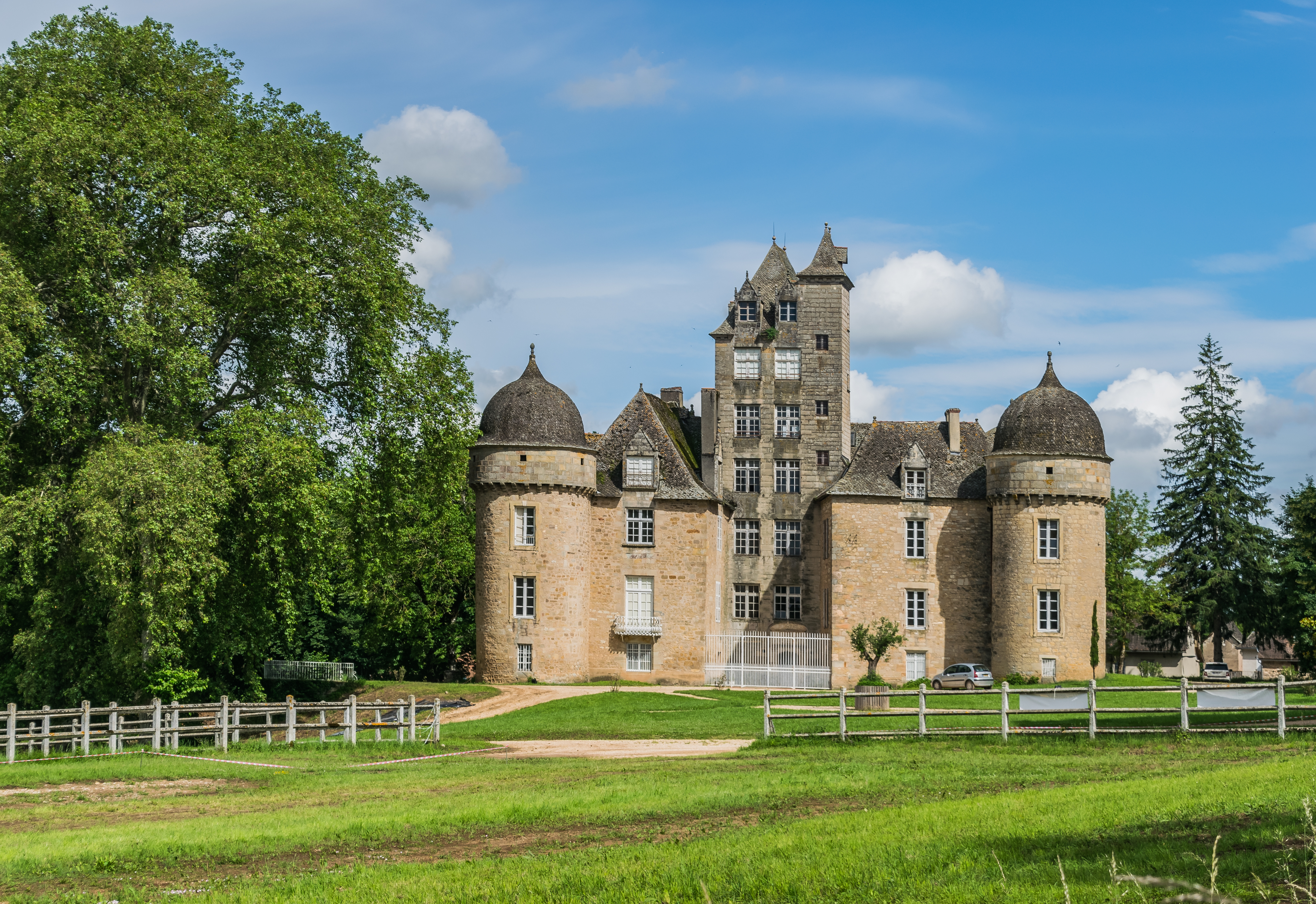
Vue d'ensemble du château d'Aynac.

Le domaine connaît différents occupants avant d’être racheté par la commune en 1973. Les anciennes écuries sont aménagées pour accueillir les locaux de la mairie et la cantine de l’école, et le château sert de colonie de vacances à plusieurs générations d’enfants.
En 2008 la commune décide de vendre le château, ne pouvant assumer le coût des réparations nécessaires. Au bout de sept années de péripéties administratives, il est finalement acquis par le pilote automobile Laurent Battut.
Depuis, le château accueille chaque année le Rallye Castine et l'Aynac Motor Festival, un rassemblement festif de voitures de collection.

## Description

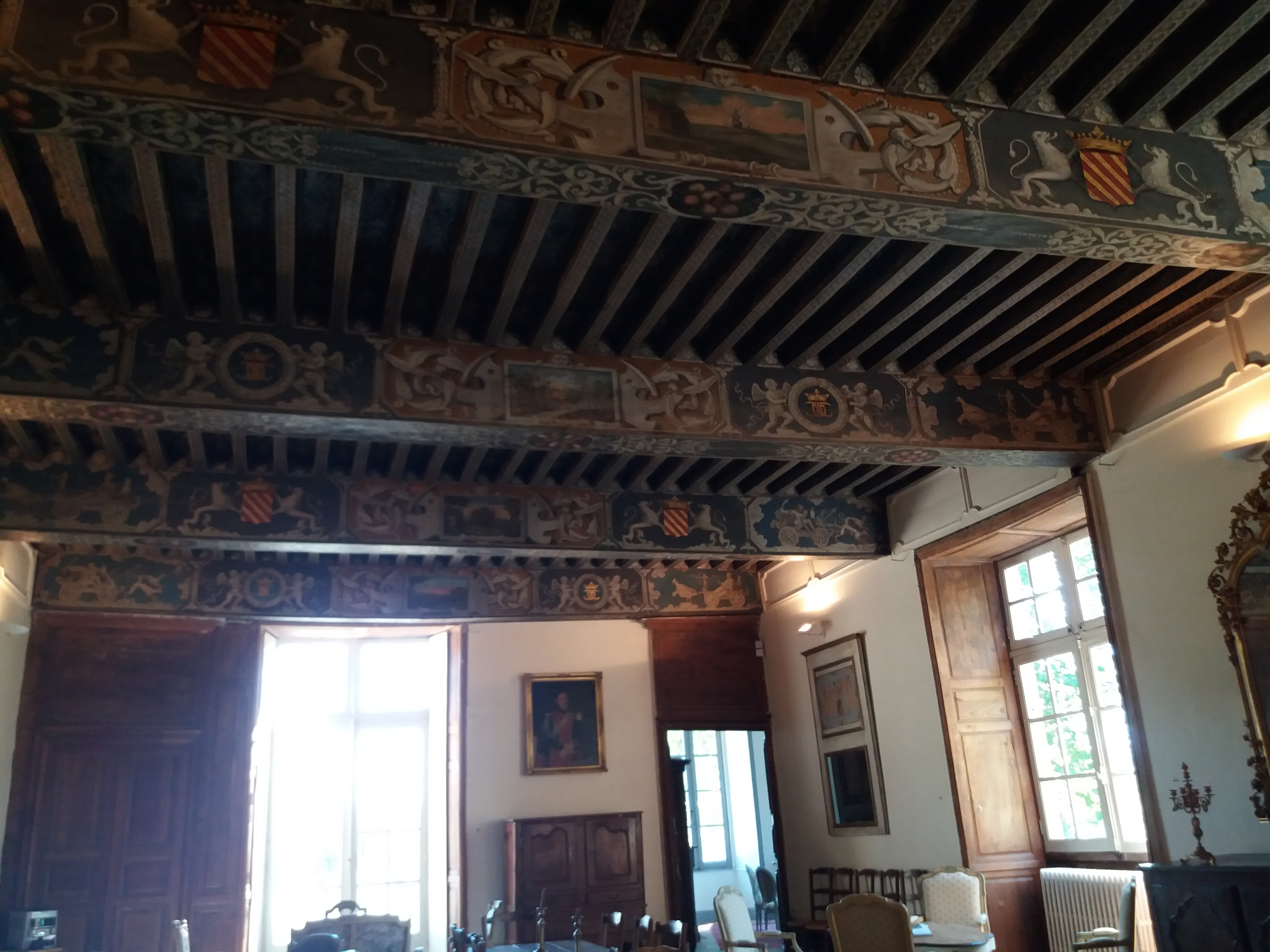
Château d'Aynac.

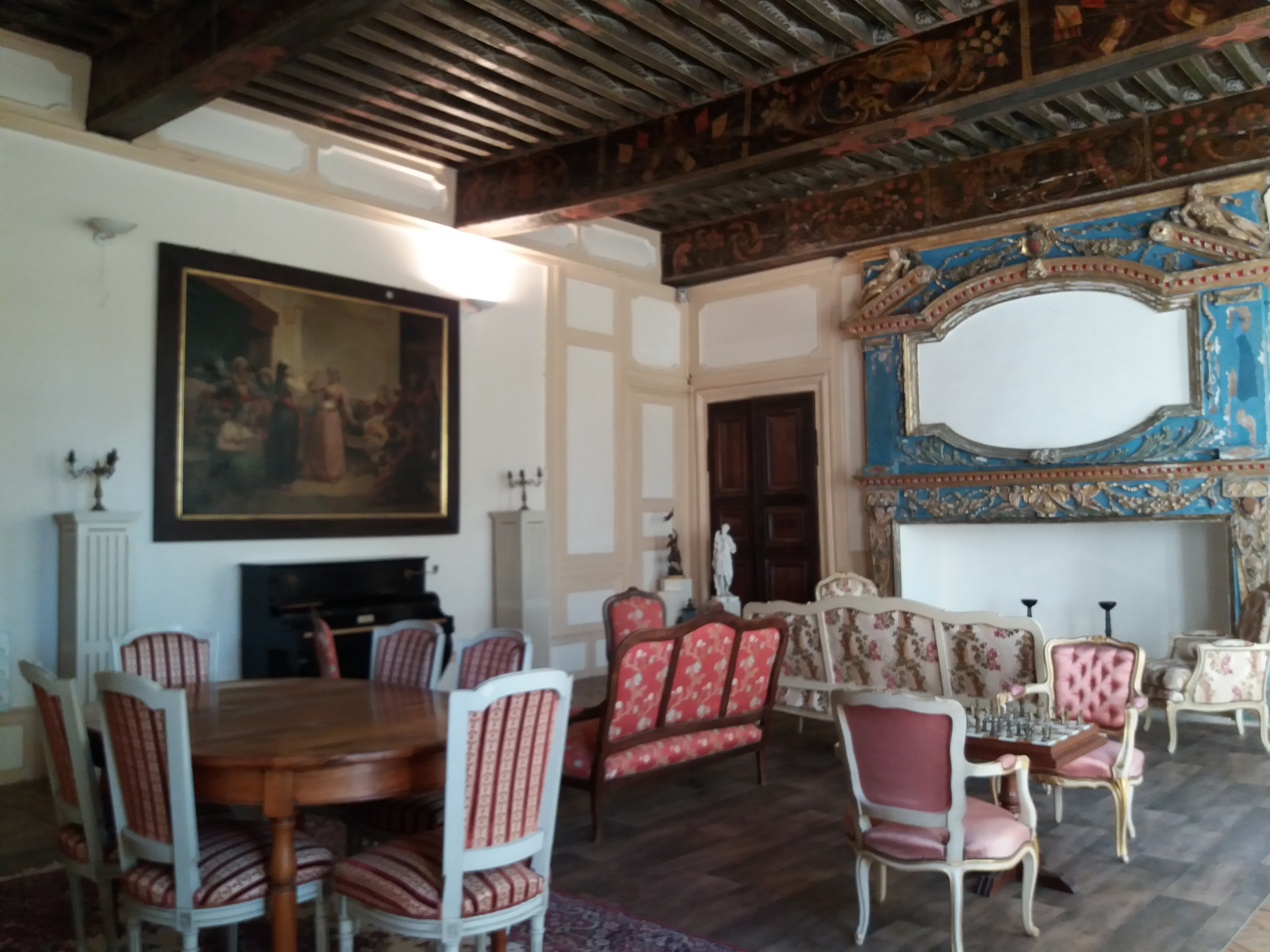
Château d'Aynac

Dressé à l’extrémité d’un parc de huit hectares, le château se compose d’un donjon de six étages enserrés de deux corps de logis de trois étages, autour d’une cour ouverte au Sud. Affecté d’une totale dissymétrie, il semble bel et bien avoir été édifié sur un bâti primitif. Il est cantonné de quatre tours rondes, crénelées et surmontées de dômes dits « à l’impériale ». La tour Nord-Ouest, dont le plan intérieur est curieusement carré, est la plus grande et probablement la plus ancienne. Les toitures du château sont recouvertes de lauzes. 
Le bas-relief ornant la porte d’entrée du donjon, figurant les armes d'Elizabeth de Wagram et celles des Turenne d'Aynac, est une œuvre de Gustave Deloye. Elle ouvre sur un monumental escalier d’honneur aux voûtes retombant sur des pilastres doriques, et desservant tout l’édifice. 
Le château comporte en tout cinquante-six pièces. Il ne subsiste de la disposition initiale que deux salons d’apparat au premier étage de l’aile Ouest, pourvus de plafonds à la française et de cheminées sculptées.
Dans le plus vaste de ces salons, les poutres du plafond sont peintes de divinités antiques et de paysages, parmi lesquels une représentation du château lui-même, tel qu’il était à l’époque. La cheminée, en pierre incrustée de marbre, est ornée de sirènes, de bacchantes, de monstres marins et d’une renommée ailée soufflant dans sa trompe au sommet. Dans le trumeau, une représentation de Suzanne et les Vieillards, attribuée à Le Brun, s’est presque effacée avec le temps. 
Dans le second salon, au plafond peint de marines, de bouquets d’armes et d’une remarquable Descente de Croix, la cheminée est en bois polychrome doré d’abondance. La peinture du trumeau représentait autrefois le triomphe d’Apollon. Au sol, il subsiste un parquet marqueté au motif de diagonales entrelacées, dit "Versailles". 
On retrouve le chiffre « DFC » un peu partout sur les murs et les plafonds de ces salons. Les initiales « F » et « C » sont vraisemblablement celles de Flotard de Turenne d'Aynac et de Claude son épouse. Le « D » reste un mystère. 
Dans les caves du château se trouve l’entrée, à ce jour obturée, d’un passage souterrain qui débouche probablement dans l’église du village, 300 mètres plus loin.